# Miao (heiligdom)

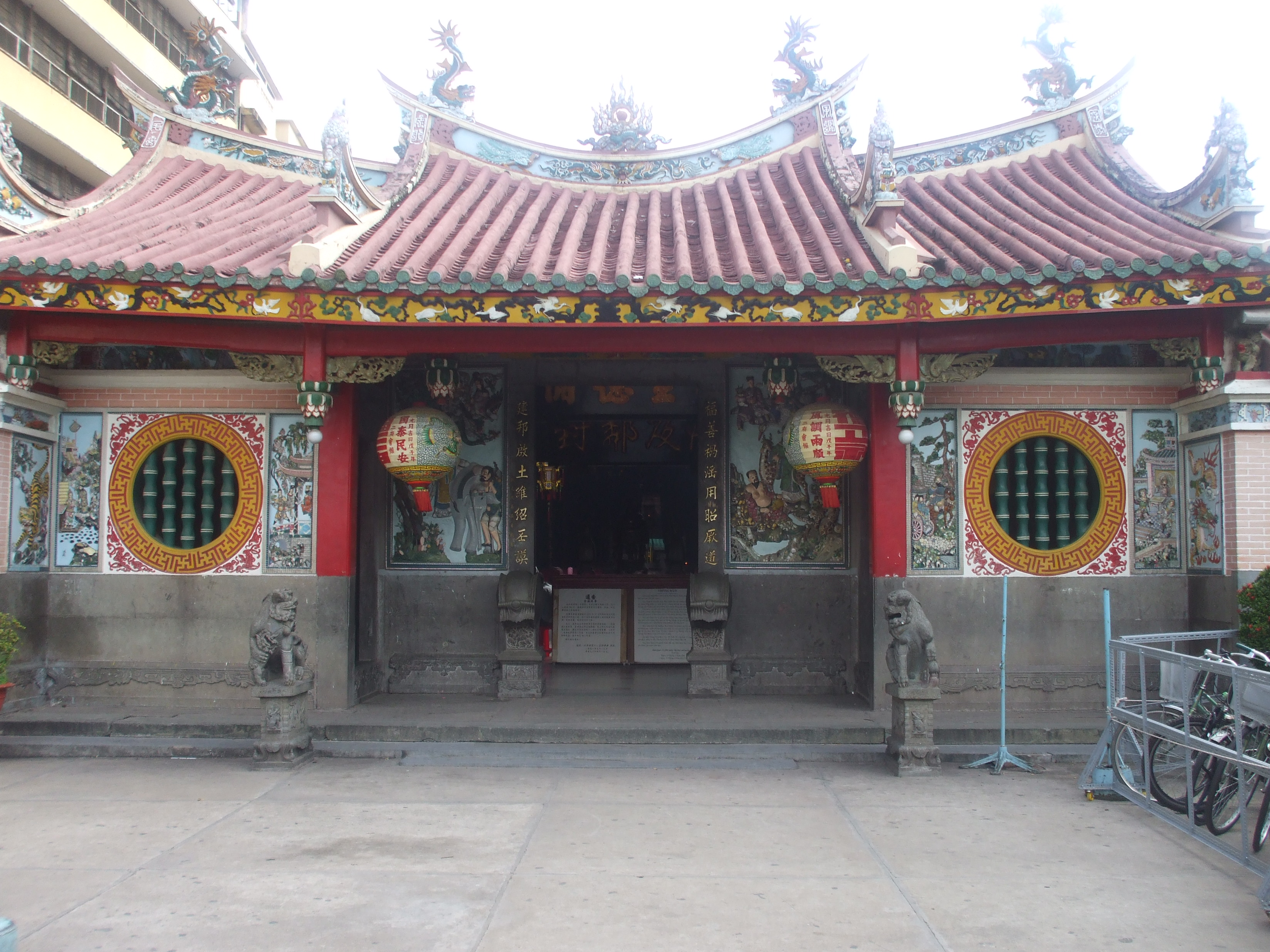
Nhi Phu Miao - Ho Chi Minhstad

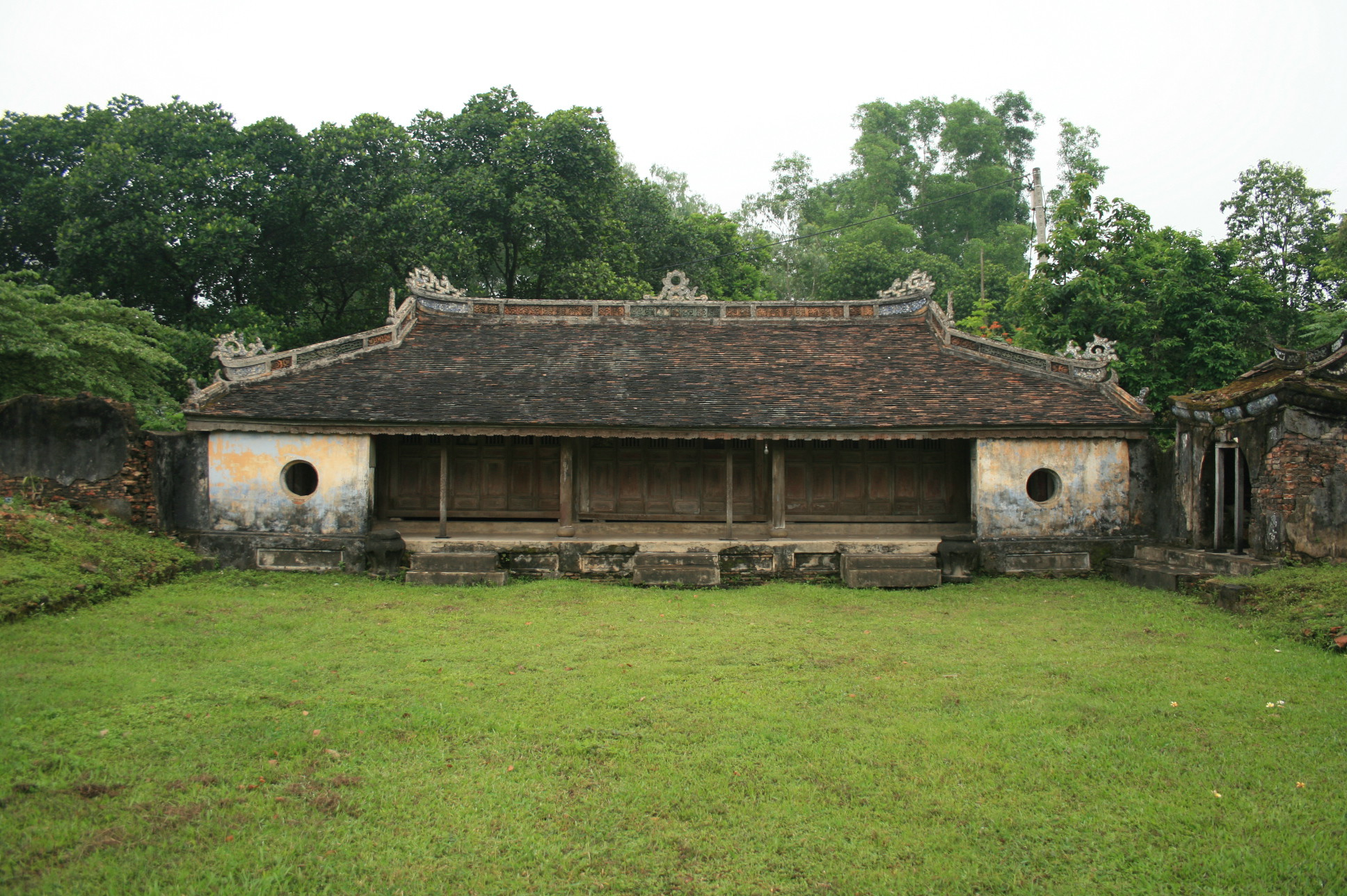
Miao van de stad Huế

Miao (廟) zijn gebouwen in Oost-Aziatische religies waar mensen goden en legendarische helden aanbidden. Ze zijn een soort Chinese tempel en zijn anders dan Ci-heiligdommen waar mensen en voorouders worden aanbeden in plaats van goden.
Het woord shenmiao (神庙, 'God-Miao') wordt normaal gesproken vertaald als tempel.